# Aesthetics of Hate
«Aesthetics of Hate» (в переводе с англ. — «эстетика ненависти») — песня американской хэви-метал-группы Machine Head, третий трек и заглавный сингл с их шестого студийного альбома The Blackening. Песня была написана вокалистом и гитаристом группы Роббом Флинном в ответ на статью Уильяма Грима, оскорбившего в своей статье Даймбэга Даррелла, погибшего в 2004 году во время собственного выступления на концерте в Коламбусе. Песня была номинирована на премию «Грэмми» в номинации «Лучшее метал-исполнение».

## Замысел
«Aesthetics of Hate» была написана гитаристом и вокалистом Machine Head Роббом Флинном. Песня стала ответом на статью Уильямма Грима, написанную им для консервативного сайта Iconoclast. В своей статье, названной «Aesthetics of Hate: R.I.P. Dimebag Abbott, & Good Riddance», Грим писал, что Даррелл был «частью поколения, путавшего пускание слюней с искусством, а невольные рефлекторные действия с проявлением эмоций», а также охарактеризовал его как «невежественного, дикого, бесталанного обладателя гитары», который «больше смахивает на обезьяну, чем на человека».
После прочтения статьи Флинн был настолько взбешён, что написал песню «Aesthetics of Hate», осуждающую Грима и его критику в адрес Даррелла. На форуме группы Флинн написал сообщение, в котором рассказал о своей дружбе с Дарреллом. Также он оставил небольшое обращение к Гриму:

Что тебе известно о любви или ценностях? Что тебе известно о том, что можно дать этому миру? Всё, что ты можешь — это учить людей предрассудкам, а твое сердце так же темно, как «невежественные, грязные, и страшно уродливые фанаты хэви-метала», изображаемые в твоих извращённых бреднях. Это из-за таких как ты в мире полно людей вроде Натана Гейла, а не метал-музыкантов, подобно Даймбэгу, старающихся объединить людей с помощью музыки.
Оригинальный текст (англ.)What would YOU know about love or values? What would YOU know about giving to the world? All that you know is teaching prejudice, and your heart is as black as the 'ignorant, filthy, and hideously ugly, heavy metal fans' you try and paint in your twisted, fictitious ramblings. It's because of people like YOU, that there are Nathan Gales in this world, NOT the Dimebags and metal musicians who work to unite people through music.

## Предыстория
После «Slanderous» и «Beautiful Mourning» «Aesthetics of Hate» стала третьей песней, которую Machine Head записали для альбома The Blackening. Изначально Флинн назвал песню «The Thrashterpiece», выразив таким образом своё почтительное отношение к треш-метал-группе Exodus. В феврале 2005 года Machine Head записали первый вариант «Aesthetics of Hate». В ноябре 2005 года группа записала 13 демо-треков, среди которых была и «Aesthetics of Hate». Сам Флинн тогда назвал эту композицию «дешевой копией „Angel of Death“» и сказал, что он ненавидел её каждый раз, когда группе приходилось играть эту песню. Запись студийной версии песни началась 21 августа 2006 года, на Sharkbite Studios в Окленде. Песню продюсировали Флинн и помогавший ему Марк Китон, сведением занимался Колин Ричардсон.
Музыкальный клип
В 2009 году на песню был снят видеоклип, съёмки которого проходили в Ричмонде и Норфолке, штат Виргиния. В создании клипа приняли участие поклонники группы и музыканты Gojira и Trivium.

## Критика
«Aesthetics of Hate» получила позитивные отзывы от музыкальных критиков. Дон Кей с сайта Blabbermouth сказал, что песня «буквально захватывает дух», оправдывая своё название «пылающим вулканом быстрых и яростных гитарных партий Флинна и Фила Деммела». В рецензии для французского журнала Hard 'N Heavy ритм-гитарист Anthrax Скотт Иэн написал, что песня — это «рифф-о-рама, демонстрирующая убийственную гитарную работу Робба Флинна и Фила Деммела». Том Журек из Allmusic отметил, что сильное двойное арпеджио двух гитаристов в песне — одно из самых «жестких», которые он когда-либо слышал. Однако в журнале Blender прокомментировали, что песня, «начинаясь с кричащих гитарных партий, заканчивается зловеще прошёптанным „May the hands of God strike them down“, что без соответствующих продолжительных хуков, призывающих к божественной мести, прозвучало просто глупо».
«Aesthetics of Hate» была номинирована на премию «Грэмми» в номинации «Лучшее метал-исполнение», но в результате уступила песне группы Slayer «Final Six». Во время номинации Флинн сказал: «Мы просто восхищены, и гордимся этим. Удивительно, что гнев этой песни смог соединить вместе так много людей. Это доказывает клеветникам Даймбэга, какое положительное воздействие он оказал на своих фанатов и на другие группы».

## Участники записи
- Робб Флинн — вокал, гитара
- Фил Деммел — гитара
- Адам Дьюс — бас-гитара
- Дэйв МакКлейн — ударные